# 西川流
西川流（にしかわりゅう）は、日本舞踊の流派。東京都新宿区に本部を置く「一般財団法人 西川流」。家元は代々「西川扇藏」を名乗る。現家元の十世西川扇藏は重要無形文化財「歌舞伎舞踊」の各個認定保持者（人間国宝）である。流派名「西川流®」と定紋の西菱「人菱」は登録商標（登録番号：第3126941号、権利者：西川扇藏）。

## 宗家家元
興りの時期については元禄時代、あるいは1700年代とされ、日本舞踊の流派の中では最も古い。流派を興した初代西川仙蔵は元旗本で能の囃子方から歌舞伎の鳴物師となった人物であり、その後に振付師として西川流を興す。その門弟であった二代目は「扇藏」と名を改め、江戸三座の劇場振付師として活躍。「関の扉」などの代表作を出した。
以後、宗家家元は代々「西川扇藏」を名乗り、「勧進帳」等を振付し名人と称された四代目など、代々名作の振付を担当した。その後一時勢力が衰えたものの、宗家家元十世扇藏が再興。十世西川扇藏は1999年に人間国宝に選ばれた。
1990年〈平成2年〉には、公益財団法人日本舞踊振興財団を設立した。
日本舞踊において正統な古典芸能を継承する宗家・西川流は、五大流派の一つに数えられる。

## 流紋 西菱（人菱）
宗家・西川流の定紋「西菱」は、「人菱」である。
他の西川流分派の流紋も宗家・西川流の西菱と似ているが、西菱の方向が反対で「入菱」と呼ばれる。これは、流紋中の上の部分の形が「人」になっているか「入」になっているかで区別する。流紋に「人菱」を使用していれば宗家・西川流である。

## 分派（西川流ではない異なる流派）
西川扇藏を家元とする宗家「西川流」から独立した複数の分派があり、複数の流派の源となっている。西川流と混同する似通った名称を名乗っている分派は、西川流とは異なる全く別の流派である。分派の流祖が門弟だったという事実のみ。流派としては一切無関係。
- 花柳流 : 四世扇蔵の弟子西川芳次郎が花柳壽輔と改名して1849年頃に創流。
- 七々扇流 : 四世扇蔵の弟子西川国助が創流。
- 正派西川流 : 7世西川巳之助と西川喜舞の弟子西川喜代春が西川喜洲と改名して1916年に創流。
- 名古屋西川流 : 四世扇蔵の弟子西川仁藏が西川鯉三郎と改名して1860年に創流。
  - 新西川流 : 名古屋西川流の門弟二代目西川式丸の弟子西川仲丸が新西川仲丸と改名して1956年に創流。
  - 西川流鯉風派 : 名古屋西川流から分裂した西川左近が1985年に創流。

※名古屋をどり主催の愛知県名古屋市昭和区に本部を置く「一般財団法人 西川会」名古屋西川流（四世家元西川千雅）一門は、「名古屋」を略して「西川流」と同様に名乗っており紛らわしいが、流紋の西菱も逆向きの「入菱」であり、西川流とは異なる全く別の流派である。「西川流名取り」と称する日本舞踊家名に、分派流祖の名前などから付いた「鯉」や、弟子の「嘉」「左」「喜」など、その筋と分かる漢字の一字が付いていたり、「名古屋をどり」に出演歴があったり、師事した舞踊家の経歴を辿って分派であれば、それらは宗家「西川流」の「名取り」ではなく、分派の名取りである。